# Opatství Monte Oliveto Maggiore
Opatství Monte Oliveto Maggiore je klášterní komplex v Itálii na území obce Asciano, sídlo generálního opata benediktinské kongregace Monte Oliveto a je sídlem územního opatství Monte Oliveto Maggiore.

## Historie

### Počátky opatství Monte Oliveto Maggiore – 1313
V roce 1313 založili Olivetáni svůj klášter, který je následovníkem benediktinského řádu. Svatý Bernardo Tolomei (1272–1348) založil na stejnojmenné hoře na půli cesty mezi Sienou a Arezzem řeholní společenství pod názvem Kongregace Santa Maria di Monte Oliveto. V roce 1319 byla nadace schválena biskupem z Arezza Guidem Tarlatim a zařazena do benediktinské řehole; následujícího roku byla zahájena stavba kláštera a v roce 1344 obdržela olivetská kongregace potvrzení od papeže Klementa VI. Její členové se věnovali především umění ve službách liturgie. V polovině 17. století bylo v Toskánsku šest olivetských klášterů.

### Monte Oliveto Maggiore jako nullius opatství – 1765
Bulou z 18. ledna 1765 bylo Monte Oliveto Maggiore papežem Klementem XIII. povýšeno na opatství nullius, bez pastorační péče. Opatova jurisdikce se vztahovala na kostel, klášter a lidi, kteří v něm žili: mnichy, obláty a laické služebníky. Úkony opata jako ordináře loci byly zaznamenány v Libro Nullius z Monte Oliveto Maggiore, rukopisu z 18. století, který je spolu s papežskou bulou uložen v historickém archivu opatství.

### Monte Oliveto Maggiore po roce 1947
Od roku 1765 až do roku 1947 nemělo opatství žádné závislé farnosti. Teprve ve 20. století (1947, 1963, 1975) byly ke klášteru připojeny některé venkovské farnosti v diecézích Arezzo a Chiusi-Pienza. Papež Pius XII. bulou Nullus hominum ignorat z 1. května 1953 ustanovil v klášterním kostele kapitulu kanovníků. Monte Oliveto Maggiore mělo vždy zvláštní postavení a územní opatství je dodnes sídlem katolické církve, které bezprostředně podléhá Svatému stolci a patří do církevního regionu Toskánsko. Zahrnuje čtyři farnosti nacházející se v obci Asciano: Santa Maria di Monte Oliveto Maggiore, San Florenzo a Vescona, San Giovanni Battista a Pievina (dříve Aretina, sloučená v roce 1963), San Michele Arcangelo.

## Popis

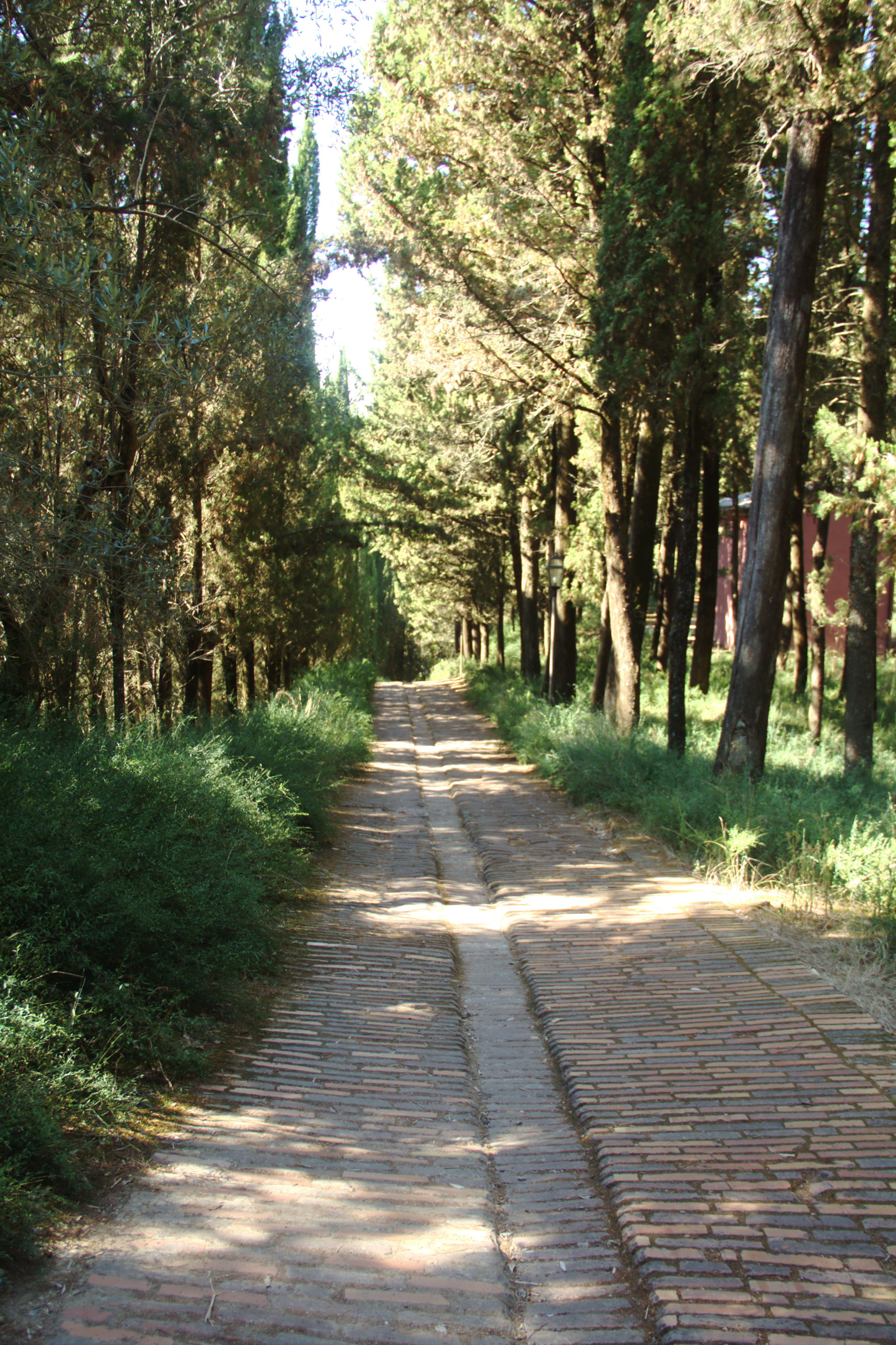
Příjezdová cesta

Komplex se nachází na vyvýšeném místě nad územím Crete Senesi v lese plném cypřišů, dubů a borovic a je jednou z nejvýznamnějších památek v Toskánsku jak pro svůj historický a územní význam, tak pro velké množství uměleckých děl.

### Vstup a exteriér
Přístup ke klášteru vede přes středověkou budovu z červených cihel, ke které se dostanete přes padací most a na jejímž vrcholu stojí mohutná čtyřhranná věž s barbakánem a cimbuřím. Stavba této budovy, která sloužila jako opevněná vstupní brána do kláštera, byla zahájena v roce 1393, dokončena v roce 1526 a v 19. století byla obnovena. Nad vstupním obloukem se nachází smaltovaná terakota, na níž je vyobrazena Madona s dítětem obklopená dvěma anděly, připisovaná rodině della Robbia; nedaleko je další terakota od Robbiů, na níž je vyobrazen svatý Benedikt udělující požehnání.
Za palácem se táhne dlouhá cypřišová alej, podél níž se nachází botanická zahrada staré lékárny, zničené v roce 1896, rybník z roku 1533 a několik kaplí: Madonna dell'Onigo, San Benedetto, San Bernardo Tolomei, Santa Croce, Santa Francesca Romana a Santa Scolastica. Na konci aleje se nachází zvonice v románsko-gotickém slohu a apsida kostela s gotickou fasádou; v prostoru apsidy byla v roce 2009 umístěna socha svatého Bernarda Tolomei od Massima Lippiho. Dveře napravo od vchodu do kostela vedou do křížové chodby Chiostro Grande.

### Velká křížová chodba
Velká křížová chodba, první po vstupu, má obdélníkový tvar a byla postavena v letech 1426 až 1443. Uprostřed se nachází mramorová socha svatého Benedikta a v jednom rohu studna, rovněž z mramoru, postavená v roce 1439. Nejstarší strana má v prvním a druhém patře zvláštní dvojitou lodžii s kruhovými oblouky spočívajícími na cihlových sloupech s kamennými hlavicemi.
Stěny čtyř galerií v přízemí jsou celé vymalované freskami Příběhy svatého Benedikta od Luca Signorelliho a Antonio Bazziho (zvaný Il Sodoma). Jedná se o jeden z nejvýznamnějších příkladů italské malby z období renesance.
V kostele je osm Signorelliho fresek z let 1497–1498. Zbytek je od Bazziho a byl realizován od roku 1505.

### Kostel

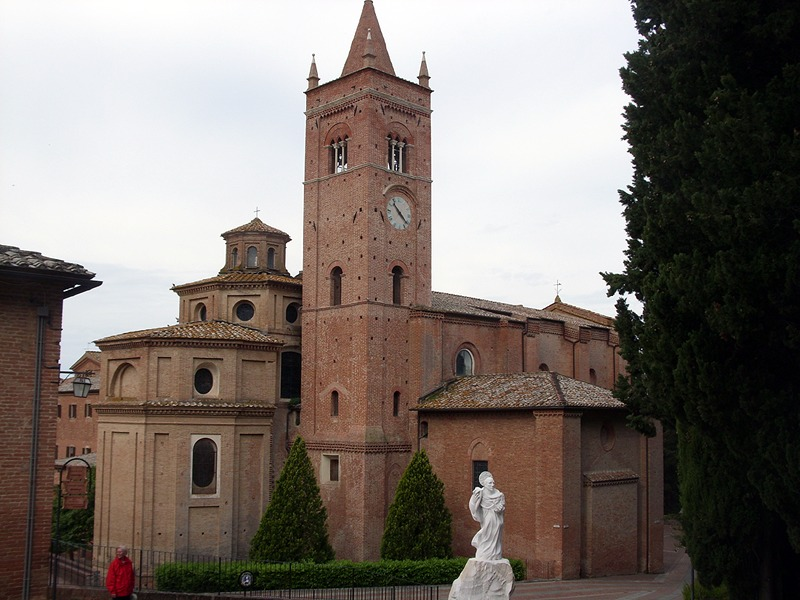
Exteriér kostela

Kostelem opatství Monte Oliveto Maggiore je katedrála Narození Panny Marie z Monte Oliveto Maggiore, která je tak zároveň i sídlem farnosti. Je to italská národní památka. Katedrála byla postavena v letech 1400–1417 jako opatský kostel přilehlého opatství. Nachází se na boční straně budovy opatství, připojené k velkému klášteru. Rozsáhlá budova, která byla slavnostně vysvěcena v roce 1417, byla postavena v italském gotickém slohu s polychromovanými freskami podél stěn lodi a v apsidě.
Přístup z velké křížové chodby je průchodem, v jehož levé části se nachází freska Ježíš nesoucí kříž, jedno ze Sodomových mistrovských děl. Od stejného autora je také freska vpravo (Ježíš u sloupu) a také Svatý Benedikt předávající pravidla zakladatelům Monte Oliveto. Vchází se do atria postaveného na místě starobylého kostela z roku 1319, na jehož stěnách jsou fresky s vyobrazením Padri eremiti del deserto z roku 1440 a další s vyobrazením Zázraku svatého Benedikta, vše od neznámého umělce sienské školy. Ve výklenku je umístěna sochařská skupina od Fra Giovanniho da Verona, která zobrazuje Madonu s dítětem na trůně.
Kostel má latinskou křížovou loď a světlý interiér. V roce 1772 jej Giovanni Antinori barokně upravil. Hlavním uměleckým dílem je vyřezávaný a vykládaný dřevěný chór od Fra Giovanniho da Verona z let 1503–1505. Jedná se o jeden z nejvýznamnějších příkladů intarzovaného dřeva v Evropě.
Dalšími díly jsou řečnický pult od bratra Raffaela da Brescia a obraz Nanebevzetí Panny Marie od Jacopa Ligozziho a Narození Panny Marie (1598) za hlavním oltářem od téhož autora. Transept vede do kaple Nejsvětější svátosti, v níž se nachází polychromovaný dřevěný krucifix z první poloviny 14. století. V sakristii se nachází intarzovaný dřevěný strop z roku 1417.

### Střední křížová chodba a refektář

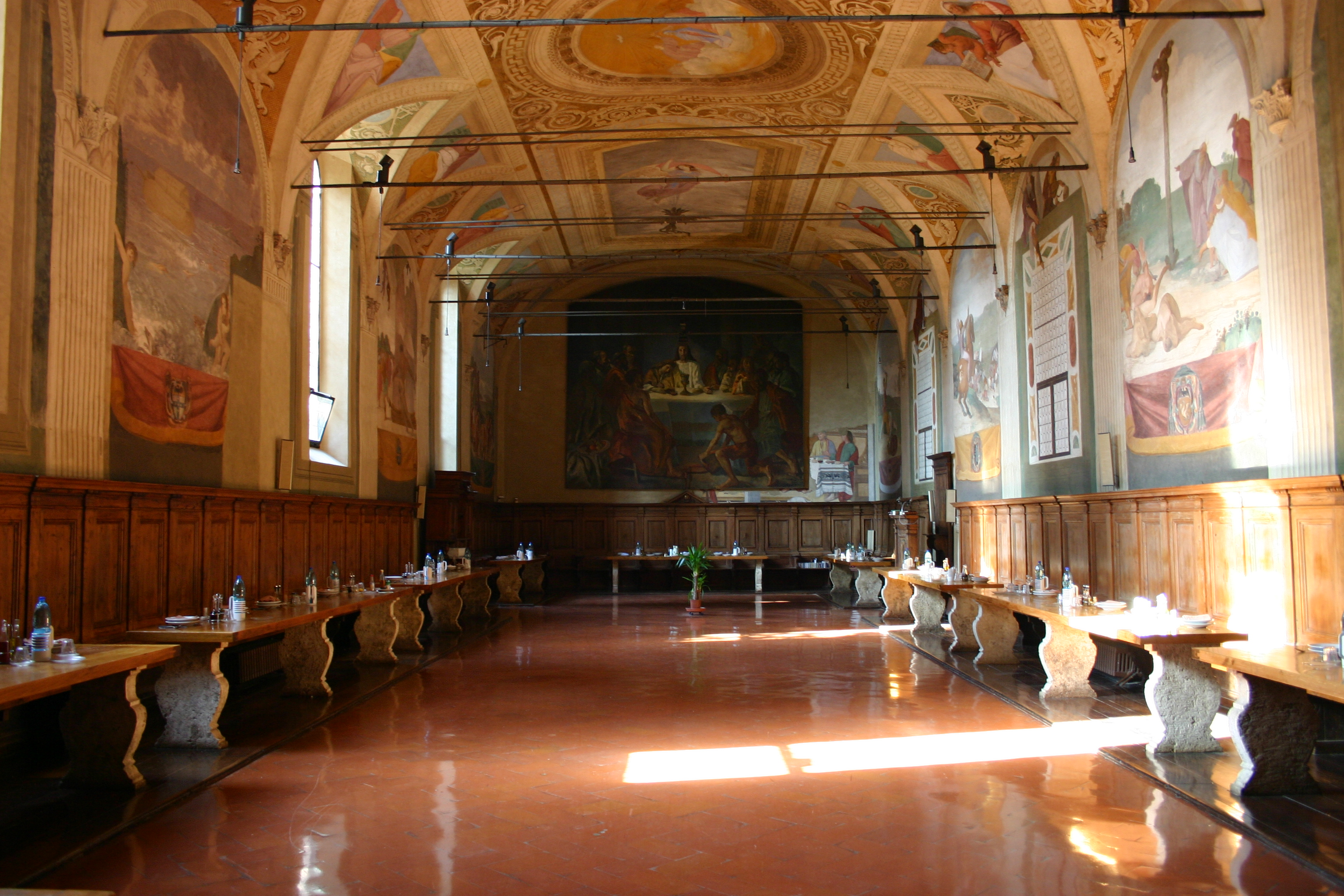
Refektář

Střední křížová chodba, která není do ohradní zdi zahrnuta jen zčásti, je přístupná dveřmi na jižní straně velké křížové chodby.
Chodba byla postavena v 15. století a je obklopena portikem s kruhovými oblouky, které spočívají na osmibokých pilířích. Nad vstupními dveřmi je obraz Madony s dítětem a anděly z 15. století. Po pravé straně, po průchodu atriem s umyvadlem ze 16. století a nad freskou Zvěstování od Riccia, se vstupuje do refektáře.
Ten byl postaven v letech 1387–1390. Skládá se z jediné velké kryté místnosti se sníženou valenou klenbou a lunetami osvětlenými velkými obdélníkovými okny otevíranými na levé stěně. Stěny a klenba jsou vyzdobeny freskami, jejichž autorem je Frà Paolo Novelli, který je namaloval v roce 1670. Na zadní stěně je plátno Poslední večeře od Lina Dinetta (1948), které nahradilo starou fresku se stejným námětem, dnes již z velké části ztracenou.

### Knihovna
Ze střední křížové chodby vede schodiště do prvního patra. Na první rampě je Sodomova freska Korunovace Panny Marie, na druhé rampě je freska neznámého umělce zobrazující Seslání Ducha svatého. V předsíni, která je vymalována enkaustikou s výjevem Postavy a fakta olivetánské kongregace od Antonia Müllera z Gdaňska z roku 1631, se nachází nově vybudované dvojité schodiště vedoucí do knihovny.

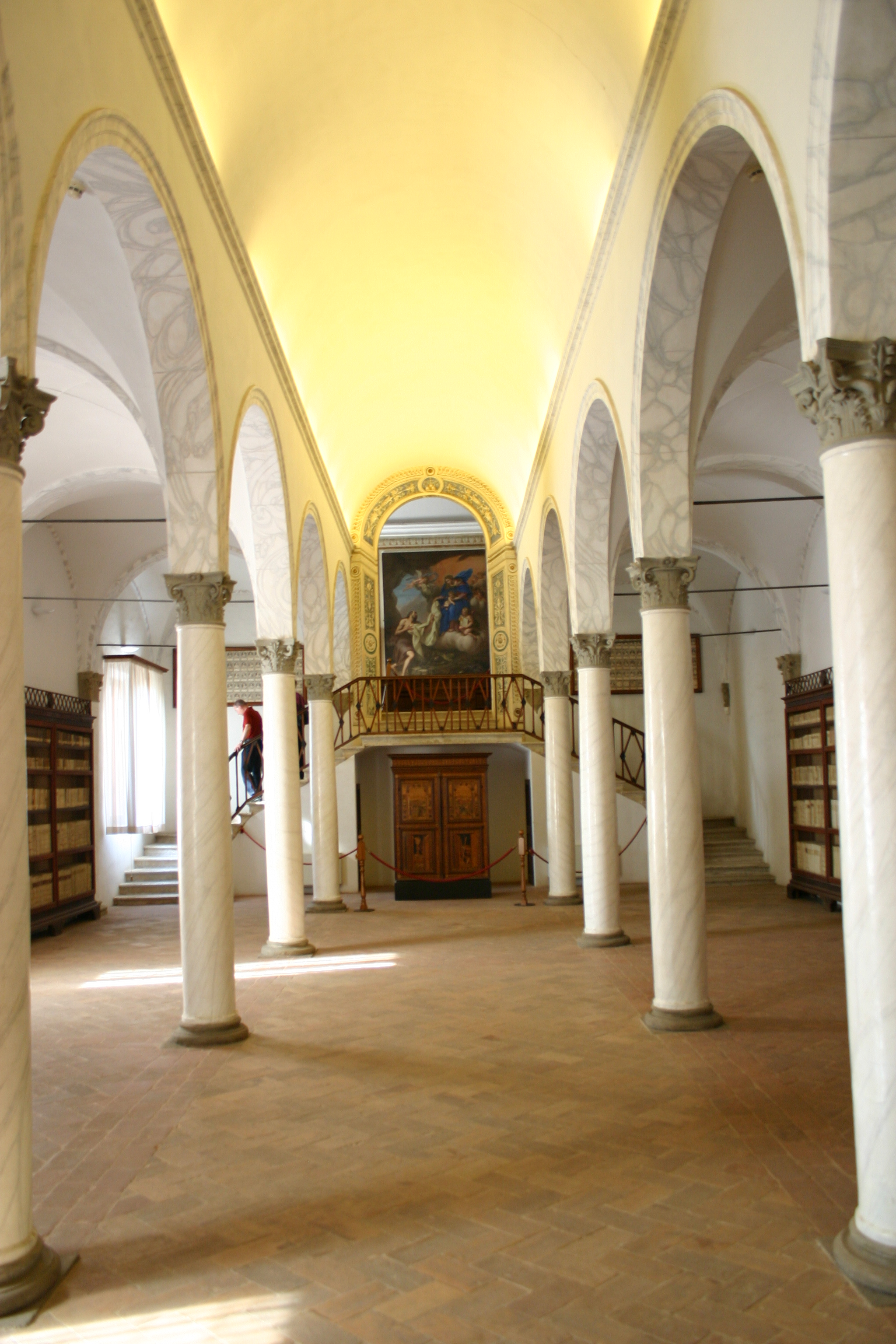
Knihovna, dole lékárna

Knihovnu, kterou nechal v roce 1515 vybudovat opat Francesco Ringhieri, navrhl mnich Giovanni da Verona, který také vytesal kapitály v pietra serena (modrošedý pískovec), vyřezal vstupní dveře, skříň na chórové knihy na zadní stěně a dřevěné svícny z roku 1502 umístěné uprostřed místnosti. Jedná se o dlouhou místnost rozdělenou na tři lodě, hlavní s valenou klenbou, dvě boční s křížovou klenbou, kolonádou, která stojí i přesto, že v místnosti pod ní nejsou žádné sloupy (ve skutečnosti je zde refektář), protože sloupy jsou nakloněné tak, aby přenášely váhu na opěrnou zeď.
Klášterní knihovna obsahuje 40 000 brožur, svazků a inkunábulí, které však nepocházejí z původního fondu, jenž byl rozptýlen po zrušení řádu v roce 1809, ale ze zrušeného olivetánského kláštera Santa Maria di Monte Morcino Nuovo u Perugie.

### Lékárna
Velký oblouk v zadní stěně vede po dvou schodech do lékárny, která pochází rovněž ze 16. století. V lékárně se nachází bohatá sbírka léčivých bylin v bílých a modrých keramických vázách s erbem Olivetanů (17. století). Na bočních stěnách jsou dvě velké vyřezávané a pozlacené ikony od umělce z 15. století, zatímco na zadní stěně je „Madona, která dává mnišský hábit svatému Bernardu Tolomskému“ od Giovanniho de Maria (16. století).